# أولينا كوستيفيتش
أولينا دميتريفنا كوستيفيتش (الأوكرانية: Олена Дмитрівна Костевич ، من مواليد 14 أبريل 1985) لاعبة رمي أوكرانية هي البطلة الأولمبية لعام 2004 في حدث المسدس الهوائي 10 أمتار ، وبطلة العالم 2002 في حدث المسدس الهوائي 10 أمتار وبطلة العالم 2018 في حدث المسدس 25 مترًا. وهي أيضًا بطلة أوروبية متعددة وميدالية بالإضافة إلى بطلة الجامعات.